# Macomer
Macomer is een gemeente in de Italiaanse provincie Nuoro (regio Sardinië) en telt 10.991 inwoners (31-12-2004). De oppervlakte bedraagt 122,6 km², de bevolkingsdichtheid is 90 inwoners per km².

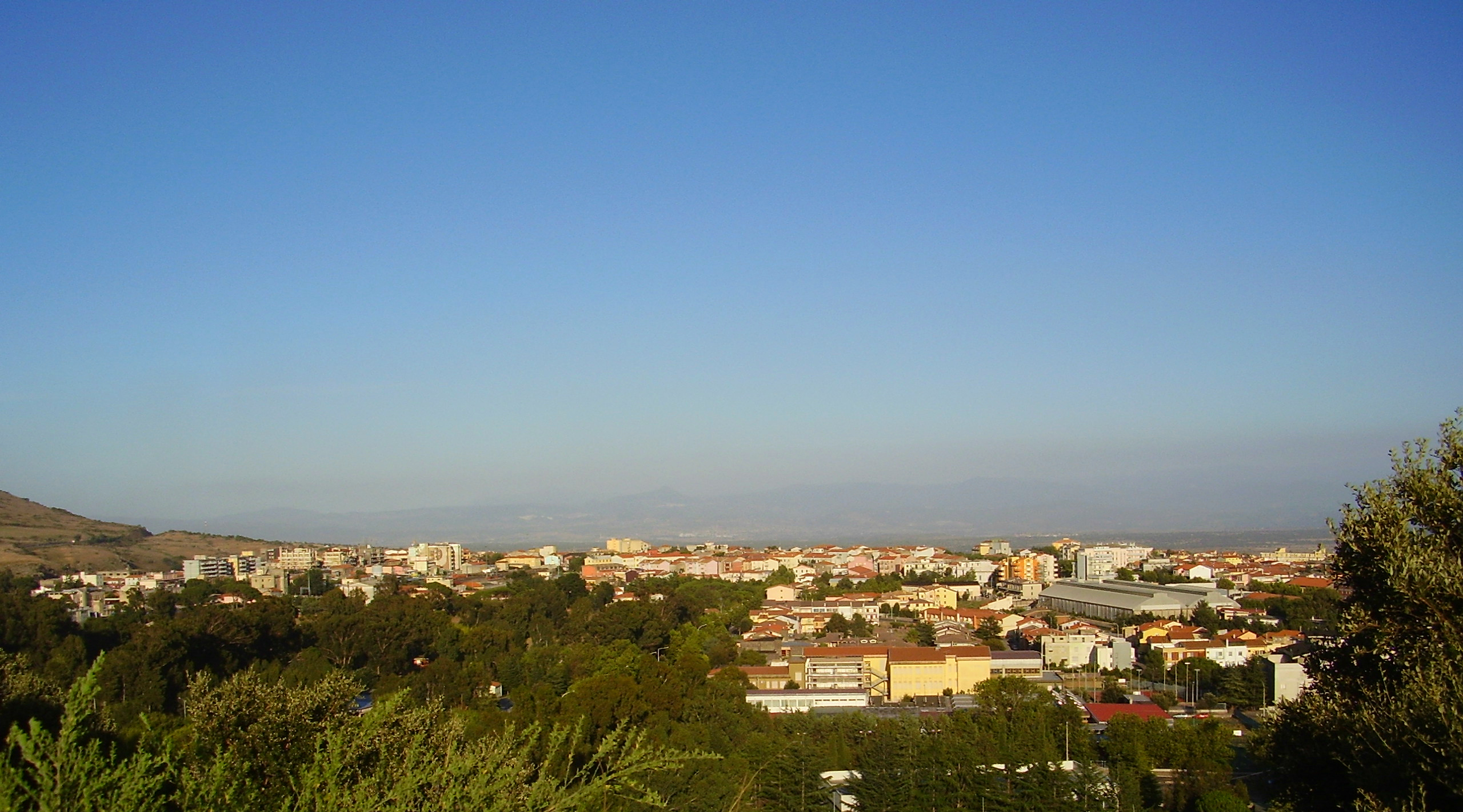
Macomer
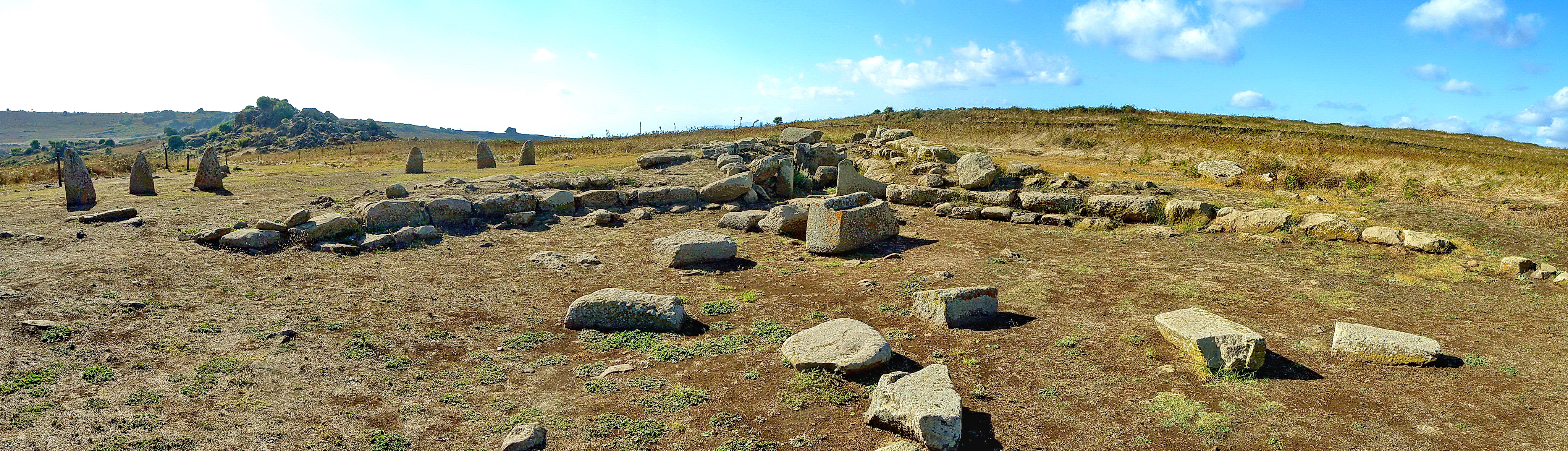
Landschap
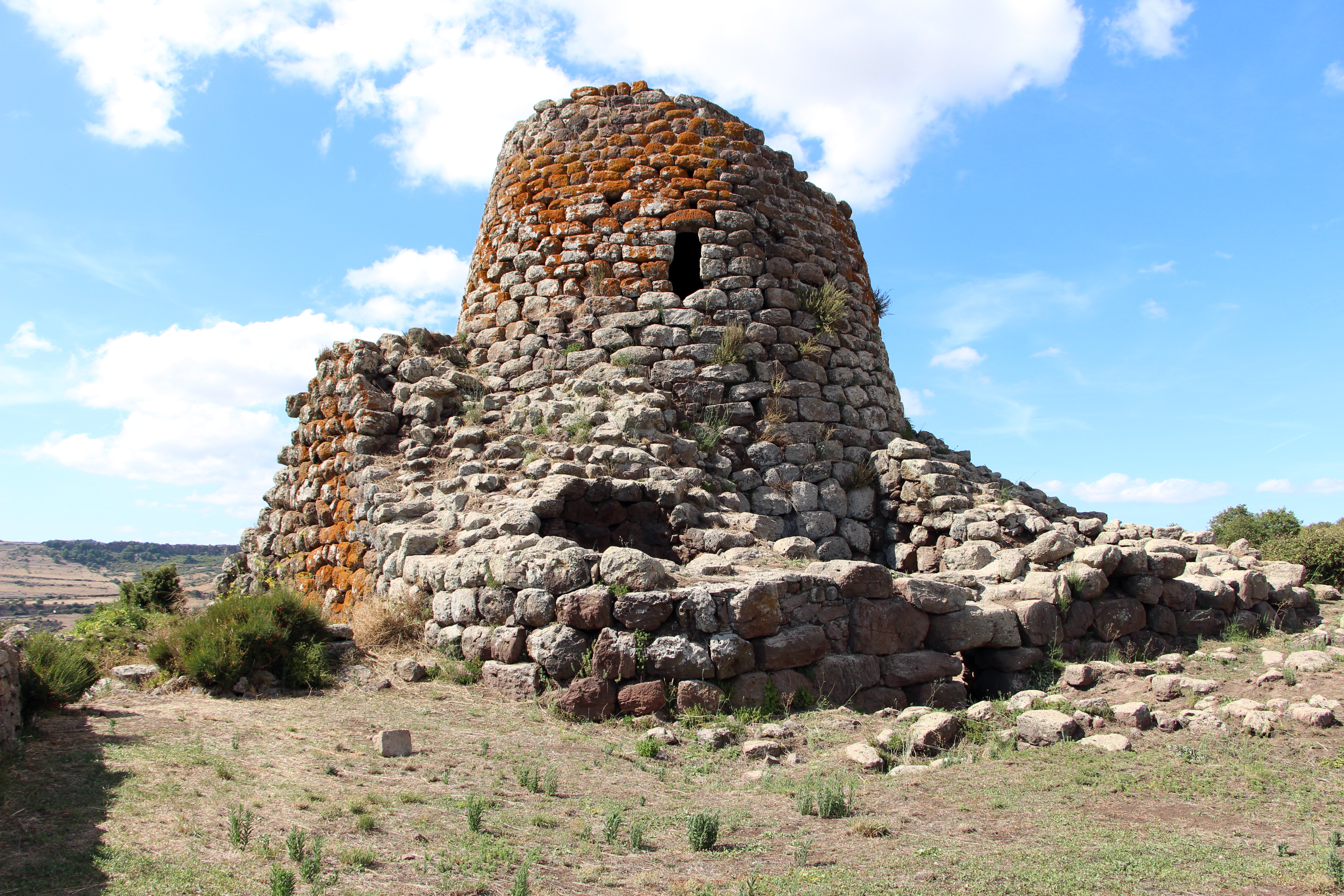
Santa Barbara

## Demografie
Macomer telt ongeveer 3575 huishoudens. Het aantal inwoners daalde in de periode 1991-2001 met 2,7% volgens cijfers uit de tienjaarlijkse volkstellingen van ISTAT.
| Jaar | Inwoneraantal |
| ---- | ------------- |
| 1991 | 11.424        |
| 2001 | 11.116        |

## Geografie
De gemeente ligt op ongeveer 550 m boven zeeniveau.
Macomer grenst aan de volgende gemeenten: Birori, Bolotana, Bonorva (SS), Borore, Bortigali, Scano di Montiferro (OR), Semestene (SS), Sindia.

## Geboren
- Giovanni de Riu (1925-2008), Formule 1-coureur

Aritzo · Atzara · Austis · Belvì · Birori · Bitti · Bolotana · Borore · Bortigali · Desulo · Dorgali · Dualchi · Fonni · Gadoni · Galtellì · Gavoi · Irgoli · Lei · Loculi · Lodine · Lodè · Lula · Macomer · Mamoiada · Meana Sardo · Noragugume · Nuoro · Oliena · Ollolai · Olzai · Onanì · Onifai · Oniferi · Orani · Orgosolo · Orosei · Orotelli · Ortueri · Orune · Osidda · Ottana · Ovodda · Posada · Sarule · Silanus · Sindia · Siniscola · Sorgono · Teti · Tiana · Tonara · Torpè
1. ↑  https://demo.istat.it/?l=it.